# Karl Kamm

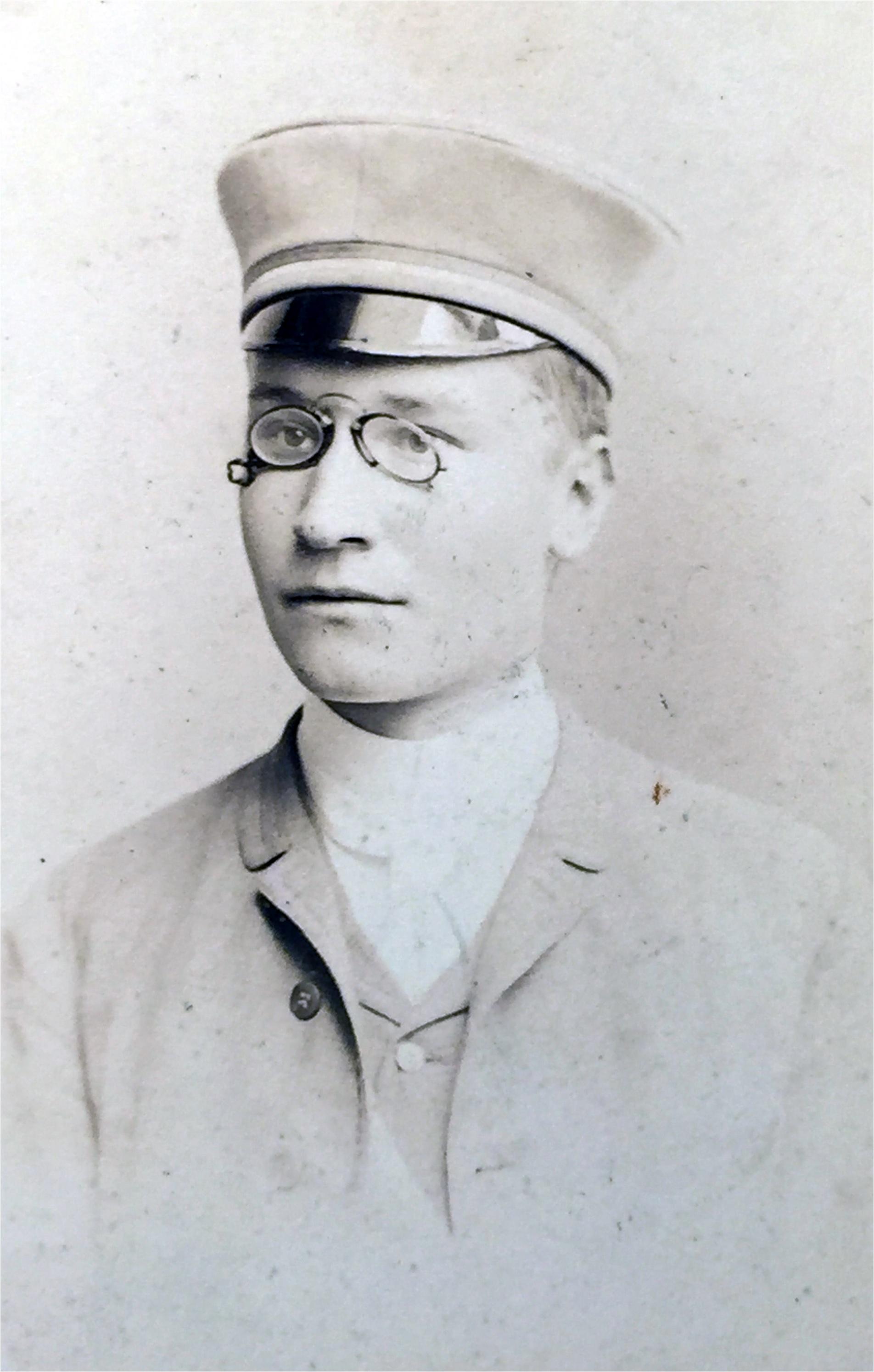
Karl Kamm

Karl Kamm (* 26. Februar 1870 in Bretten; † 9. Januar 1946 in Baden-Baden) war ein deutscher Verwaltungs- und Ministerialbeamter.

## Leben
Karl Kamm studierte Rechtswissenschaften unter anderem an den Universitäten Freiburg und Leipzig. 1888 wurde er Mitglied des Corps Rhenania Freiburg. 1889 schloss er sich dem Corps Lusatia Leipzig an. 1891 wurde er Rechtspraktikant und 1897 Sekretär beim badischen Oberschulrat. 1899 wechselte er als Amtmann zum Bezirksamt Pforzheim. Von 1902 bis 1907 war er Oberamtmann und Amtsvorstand des Bezirksamts Buchen. 1907 wechselte er als Regierungsrat in das Ministerium des Innern in Karlsruhe und wurde noch im gleichen Jahr zum Ministerialrat und später zum Vortragenden Rat ernannt. Von 1919 bis 1934 war er Vorsitzender des Vorstands und ab 1927 Präsident der Badischen Landwirtschaftlichen Berufsgenossenschaft. 1934 wurde er aufgrund des § 1 des Gesetzes über die Zurruhesetzung der Beamten vom 17. Juli 1933 pensioniert. Zuletzt lebte er in Baden-Baden-Lichtental.

## Auszeichnungen
- Ernennung zum Geheimen Oberregierungsrat